# Diocèse de Campeche
Le diocèse de Campeche (en latin : Dioecesis Campecorensis ; en espagnol : Diócesis de Campeche) est un diocèse de l'Église catholique du Mexique, suffragant de l'archidiocèse du Yucatán.

## Territoire

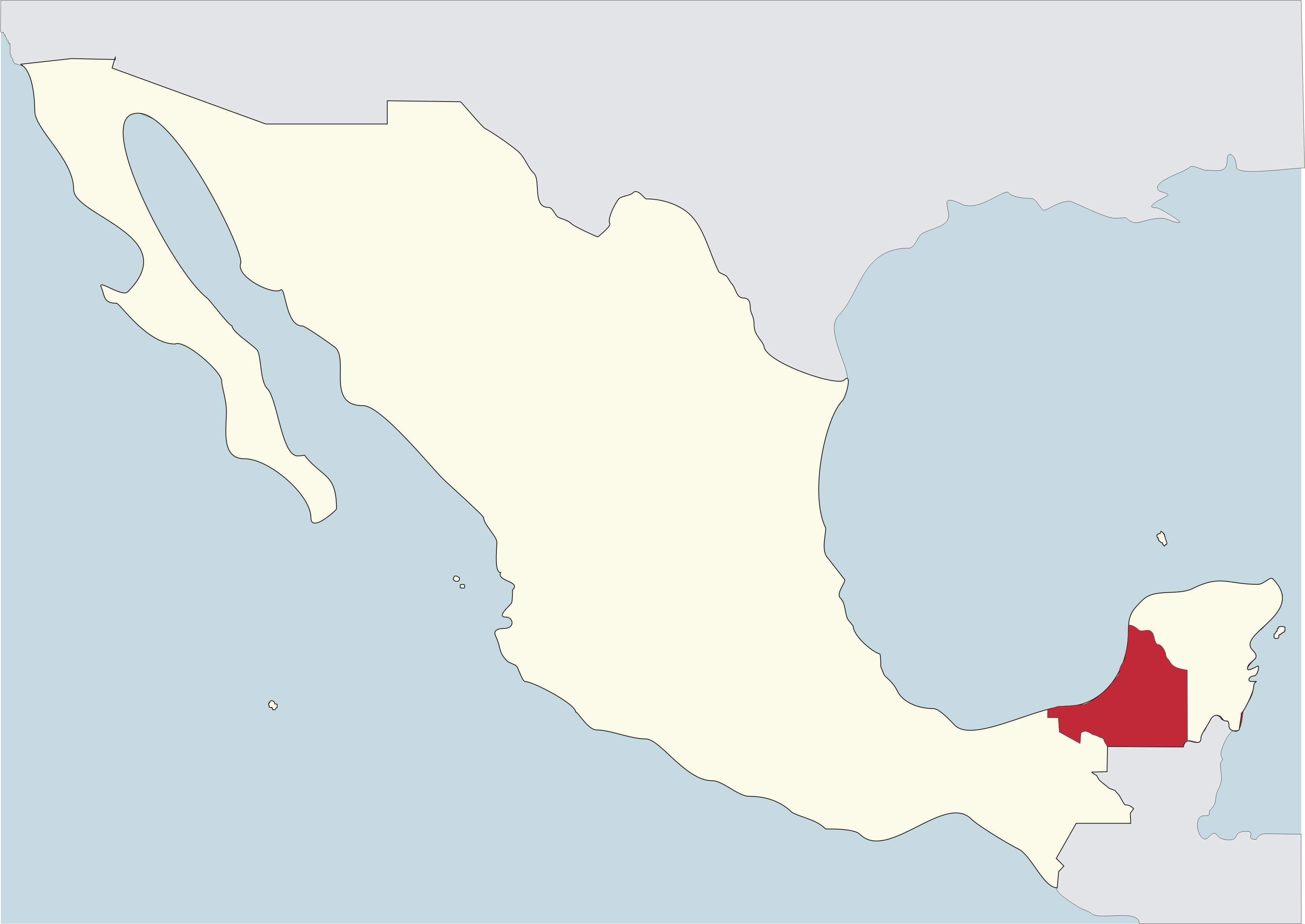
Diocèse de Campeche en rouge sur la carte du Mexique

Il comprend l'État de Campeche ce qui correspond à un territoire d'une superficie de 57 924 km2 divisé en 64 paroisses.
Le siège épiscopal est dans la ville de Campeche où se trouve la cathédrale de l'Immaculée Conception (es).

## Histoire
Le diocèse est érigé le 24 mars 1895 par la bulle Praedecessorum Nostrorum du pape Léon XIII en prenant une partie du territoire du diocèse du Yucatán (aujourd'hui archidiocèse du Yucatán) et du diocèse de Tabasco.
Nommé suffragant de l'archidiocèse d'Antequera lors de sa création, il intègre la province ecclésiastique de Yucatán le 11 novembre 1906 en vertu de la bulle Quum rei sacrae du pape Pie X.
Il cède une portion de son territoire le 23 mai 1970 pour l'érection de la prélature territoriale de Chetumal (aujourd'hui diocèse de Cancún-Chetumal).

## Évêques
- Francisco Plancarte y Navarrete (17 septembre 1895 - 28 novembre 1898) nommé évêque de Cuernavaca
- Rómulo Betancourt y Torres (31 août 1900 - 21 octobre 1901)
  - Sede vacante (1901-1904)
- Francisco de Paula Mendoza y Herrera (11 décembre 1904 - 7 août 1909) nommé archevêque de Durango
- Jaime de Anasagasti y Llamas (12 novembre 1909 - 3 octobre 1910)
- Vicente Castellanos y Núñez (7 février 1912 - 26 août 1921) nommé évêque de Tulancingo
- Francisco María González y Arias (21 avril 1922 - 30 janvier 1931) nommé évêque de Cuernavaca
- Luís Guízar y Barragán (27 novembre 1931 - 9 octobre 1938) nommé évêque coadjuteur de Saltillo
- Alberto Mendoza y Bedolla (15 juillet 1939 - 28 février 1967)
- José de Jesús García Ayala (27 avril 1967 - 9 février 1982)
- Héctor González Martínez (9 février 1982 - 4 février 1988) nommé archevêque coadjuteur d'Antequera
- Carlos Suárez Cázares (1 juin 1988 - 18 août 1994) nommé évêque de Zamora
- José Luis Amezcua Melgoza (9 mai 1995 - 9 juin 2005) nommé évêque de Colima
- Ramón Castro Castro (8 avril 2006 - 15 mai 2013) nommé évêque de Cuernavaca
- José Francisco González González (13 décembre 2013 - 26 février 2025), nommé archevêque de Tuxtla Gutiérrez